# Diocèse de Babahoyo
Le diocèse de Babahoyo (en latin : Dioecesis Babahoiensis ; en espagnol : Diócesis de Babahoyo) est un diocèse de l'Église catholique en Équateur suffragant de l'archidiocèse de Guayaquil.

## Territoire
Le diocèse couvre toute la province de Los Ríos avec un territoire d'une superficie de 7 100 km2 divisé en 30 paroisses. L'évêché est à Babahoyo où se trouve la cathédrale de Notre-Dame de la Merci. 

## Histoire
Le vicariat apostolique de Los Ríos est érigé le 15 juillet 1948 par la constitution apostolique Christianae plebis du pape Pie XII en prenant sur le territoire du diocèse de Guayaquil.
Le 10 septembre 1951, le vicariat apostolique devient une prélature territoriale par la lettre apostolique Digni sunt qui de Pie XII.
Nommé à l'origine suffragant de l'archidiocèse de Quito, il intègre la province ecclésiastique de Guayaquil le 22 janvier 1956.
Il est élevé au rang de diocèse le 22 août 1994 par la bulle Constat praelaturam du pape Jean-Paul II sous le nom de diocèse de Babahoyo.

## Prélats et évêques
- Adolfo María Astudillo Morales (1948-1957)
  - Sede vacante (1957-1963)
- Victor Garaygordóbil Berrizbeitia (1963-1982)
  - Sede vacante (1982-1984)
- Jesús Ramón Martínez de Ezquerecocha Suso (1984-2008)
- Fausto Gabriel Trávez Trávez, O.F.M (2008-2010) nommé archevêque de Quito
- Marcos Aurelio Pérez Caicedo (2012-2016) nommé archevêque de Cuenca
- Skiper Bladimir Yánez Calvachi (2018-  )